# Élections constituantes santoméennes de 1975
Les élections constituantes santoméennes de 1975 se sont tenues les 7 et 8 juillet 1975,. Elles ont abouti à la formation d'une Assemblée constituante temporaire ainsi qu'à l'élection du secrétaire général Manuel Pinto da Costa comme président de la République.
Les dix-sept membres de l'Assemblée constituante sont tous du Mouvement pour la libération de Sao Tomé-et-Principe, seul parti autorisé.